# Justyna Czapla
Justyna Czapla, née le 24 janvier 2004 à Ruda Śląska en Pologne, est une coureuse cycliste allemande, spécialisée à la fois dans le cyclisme sur route et sur piste. Elle fait partie de l'équipe World Tour Canyon-SRAM Racing depuis 2024.

## Carrière
Justyna Czapla commence sa carrière dans le cyclisme à un jeune âge et se spécialise dans les épreuves d'endurance, aussi bien sur route que sur piste. En 2022, elle remporte plusieurs médailles dans les compétitions juniors internationales. Lors des championnats du monde juniors sur piste, elle obtient la médaille de bronze dans la poursuite par équipes, aux côtés de Magdalena Fuchs, Seána Littbarski-Gray et Hannah Kunz. Elle remporte également une médaille d'argent à l'occasion des championnats d'Europe juniors dans l'épreuve de la course à l'américaine avec Jette Simon.
Sur route, Justyna Czapla se distingue également en contre-la-montre. Elle devient championne d'Europe junior du contre-la-montre en 2022, ce qui lui donne un droit de participation automatique aux championnats du monde de la même année. Lors de ces mondiaux, elle représente l'Allemagne dans l'épreuve contre-la-montre individuelle.
En 2023, elle signe un contrat avec l'équipe Canyon-SRAM Generation, l'équipe de développement de l'équipe World Tour Canyon-SRAM Racing, où elle continue à briller dans les compétitions internationales.
Elle s'adjuge notamment une 8e place sur la reVolta 2023 (ancêtre du tour de Catalogne féminin).
En 2024, elle obtient un contrat de 3 ans avec l'équipe mère, la Canyon-SRAM Racing.

## Palmarès sur route

### Sur route
- 2022
  -  Championne d'Europe junior du contre-la-montre juniors
  -  Championne d'Allemagne sur route juniors
  -  Championne d'Allemagne du contre-la-montre juniors
  -  Médaillée d'argent du championnat du monde du contre-la-montre juniors
  - 3e du Watersley Ladies Challenge (juniors)
- 2023
  - 3e du championnat d'Allemagne du contre-la-montre espoirs
- 2024
  -  Championne d'Allemagne du contre-la-montre espoirs

### Résultats sur les grands tours

#### Tour d'Italie
1 participation
- 2025 : 74e

#### Tour d'Espagne
1 participation
- 2025 : 72e

### Classements mondiaux
| Année                                 | 2023 | 2024 |
| ------------------------------------- | ---- | ---- |
| Classement UCI                        | 378e | nc   |
| UCI World Tour                        | nc   | 341e |
|                                       |      |      |
| Légende : nc = non classéSource : UCI |      |      |

## Palmarès sur piste

### Championnats du monde
| Édition / Épreuve       | Poursuite par équipes |
| Tel Aviv 2022 (juniors) | Bronze                |

### Championnats d'Europe
| Édition / Épreuve        | Poursuite par équipes | Américaine |
| Apeldoorn 2021 (juniors) | Bronze                |            |
| Anadia 2022 (juniors)    | Argent                | Argent     |
| Cottbus 2024 (espoirs)   |                       | Bronze     |

### Championnats nationaux
- 2023
  - 2e de la poursuite individuelle
  - 2e de la course scratch
  - 3e de l'américaine
  - 3e de la poursuite par équipes
- 2024
  - 2e de la poursuite individuelle
  - 2e de l'américaine
  - 2e de la poursuite par équipes
  - 3e de la course scratch